# Долинка (Перекопський район)
Доли́нка (до 1945 року — Кучюк-Мамчик, крим. Küçük Mamçıq) — село Перекопського району Автономної Республіки Крим. Розташоване на півдні району.

## Назва
До 1945 року село звалося Кючюк-Мамшак (крим. Küçük Mamşaq). Також уживалися назви Кючюк-Мамчик (крим. Küçük Mamçıq) і Кучук-Мамшак (помилкова передача крим. Küçük Mamşaq російською мовою).
Ця назва зберігалася до 1945 року. Після вивезення кримських народів з Криму село дістало іншу назву — Долинка (рос. Долинка).

## Опис
Долинка розташована у північній частині Криму на правому березі річки Чатирлик, біля її низин. Село розташоване на висоті 4 метрів над чинним рівнем моря.
Долинка належить до Перекопського району Автономної Республіки Крим. Відстань до районного центру Красноперекопськ складає близько 20 км дорогою. Найближчою залізничною зупинкою є станція Воїнка в одноіменному селі, що розташована на відстані в 5 км від Долинки. Найближчими селами є Новопавлівка та Братське.
У Долинці налічується 259 дворів, що розташовані уздовж 4 вуличок. Село доєднане до електричної мережі та газу.

## Історія
Біля Долинки виявлено залишки поселення доби неоліту, сарматського поховання й могильник Маріупольського типу Дніпро-Донецької культури.